# Hearts in Exile
Hearts in Exile er en amerikansk stumfilm fra 1915 af James Young.

## Medvirkende
- Clara Kimball Young som Hope Ivanovna.
- Montagu Love som Nicolai.
- Claude Fleming som Serge Palma.
- Vernon Steele som Paul Pavloff.
- Frederick Truesdell som Sokaloff.